# バトゥールィン
バトゥールィン（ウクライナ語: Бату́рин, ラテン文字転写: Batúryn, 発音 [bɐˈturɪn]；意訳：「バートリの町」）は、ウクライナ、チェルニーヒウ州、バーフマチ地区、ドニプロ川の支流セイム川の河岸に位置する都市である。

## 歴史
バトゥールィンは、1625年にポーランド・リトアニア共和国の国王ステファン・バートリを記念するために創立された。この町は当国のキエフ県に属し、要塞化された。
1648年にフメリニツキーの乱が勃発すると、バトゥールィンはコサック国家に編成され、チェルニーヒウ連隊のバトゥールィン百人隊の中央町となった。翌年、町はニージン連隊に再編成された。1654年にコサック国家の頭領ボフダン・フメリニツキーはバトゥールィンに自治権を与えた。
1663年に新たな頭領イヴァン・ブリュホヴェーツィクィイはバトゥールィンにおいてロシアとのバトゥールィン条約を結び、コサック国家をロシアの従属国にした。1667年にロシア・ポーランド戦争の結果によりコサックの領地はロシアとポーランドの間に分割され、ロシアが支配する左岸ウクライナにおいてコサック自治国は保存された。1669年から1708年までの間のバトゥールィンは当国の首都であった。
バトゥールィンの繁栄はコサック国家の頭領イヴァン・マゼーパの時代（1687年 - 1708年）に当たる。町には約2万人のコサックや町人が住んでおり、40の聖堂、2つの修道院、役人と外交官を育てる国立学校があった。
しかし、大北方戦争の際にマゼーパは自国の独立を企てスウェーデンと手を結び、ロシアと敵対するようになった。1708年11月2日にバトゥールィンはアレクサンドル・メーンシコフが率いるロシアの軍勢によって包囲された。コサックの大将ドムィトロー・チェーチェリと忠心隊は10日にわたり首都を守っていたが、11月13日に守備隊に裏切り者が出て、敵を密かにバトゥールィンに引き入れた。不意を突かれたコサック軍は数に勝るロシア軍に破れ、バトゥールィンは陥落した。ロシア軍は男女老若を問わず住民全員を殺害し、スウェーデンに味方したコサックの咎めるため、殺害された女子の遺体を筏に張り付けてセイム川で流した。研究史でこの出来事はバトゥールィン悲劇と呼ばれる。
大北方戦争はロシアの勝利で終わり、自治権が縮減されたコサック国家はロシアの支配下に残された。バトゥールィンはゴースト・タウンになったため、国家の首都はバトゥールィンからロシア国境に近いフルーヒウへ遷都された。
1750年代にバトゥールィンはロズモーヴシクィイ家の所領となると、新たな頭領クィルィーロ・ロスモーヴシクィイはバトゥールィンに首都を戻そうと考え、コサック国家の近代化を図った。頭領は、軍事改革、経済改革、国営改革に乗りだし、西欧の専門家を招いてバトゥールィン宮殿を初めとする豪華な建築を建て、バトゥールィン大学の創立に着手した。しかし、ロズモーヴシクィイの動きに対しロシア女帝エカテリーナ2世は不満を持ち、1764年に彼を頭領の職から引退させ、1782年にウクライナの連隊制を廃止してコサック国家を滅亡した。これによって左岸ウクライナはロシアに編入され、コサックの独立の象徴であったバトゥールィンの発展が止まった。
18世紀末にバトゥールィンは行政的にチェルニーヒウ代官地や小ロシア県に属していたが、1802年にチェルニーヒウ県に編成された。19世紀以降の100年間のバトゥールィンは衰退しに小さな田舎の町であった。
ソ連時代になると、バトゥールィンの多くの文化財が価値のないものとみなされ、破壊された。1960年には市制施行によりバトゥールィンは市となったが、経済的・文化的発展がなく、沈滞しつづけた。
1991年にウクライナがソ連から独立すると、バトゥールィンはチェルニーヒウ州バーフマチ地区に編成されました。1995年から1997年にかけてはバトゥールィンではチェルニーヒウ大学考古学学科は大きな発掘調査が行い、その成果のもとに2004年から2009年までに1708年以降ロシア軍や共産党に破壊された市内の歴史地区や文化財が復元された。

## 人口

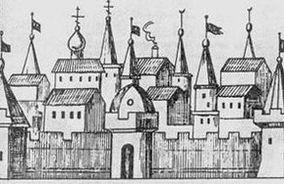
18世紀初頭のバトゥールィン

- 1654年：コサック家は486戸、町人家は274戸。
- 1708年：約20,000人
- 1726年：無人。近隣の農村部では428戸しか存在しなかった[1]。
- 1959年：約3,500人
- 2007年：約3066人

## 産業
- 18世紀：煉瓦製造工業、蝋燭工業、織物工業。
- 19世紀：農業・織物工業
  - 1814年にペトロ・プロコポーヴィチが商業養蜂を始める。

- 20世紀：織物工業・牛乳工業・農業

## 観光
1993年にウクライナ政府は、バトゥールィンの39の国重要文化財を中心に「ヘーチマンの都」という国立公園を作ることを決定した。文化財の修復作業は
十年余り続いた。2009年にウクライナ大統領ヴィクトル・ユシチェンコは公式に国立公園を開設した。
- ロスモーヴシクィイ宮殿：(1799年‐1803年)最後のヘーチマンの居所。スコットランド人の建築家チャールズ・キャメロンによって古典主義様式で建てられた。2009年に復元された。
- コチュベーイ大軍裁判官の屋敷：18世紀末
- バトゥールィン要塞：2009年に復元された要塞。
- 生神女庇護大聖堂：（1789年）
- 復活教会：（1803年)2009年に復元された。

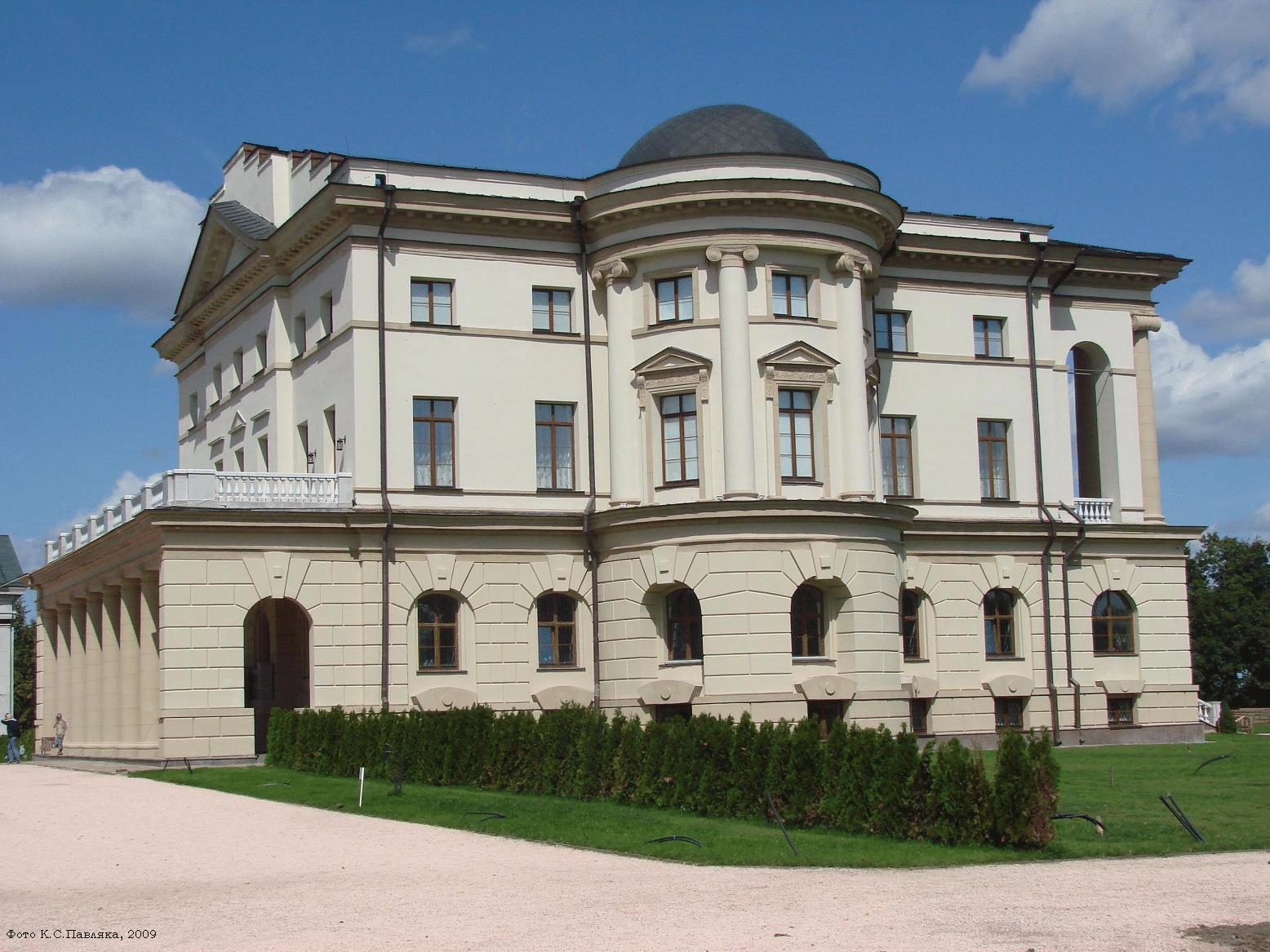
ロスモーヴシクィイ宮殿
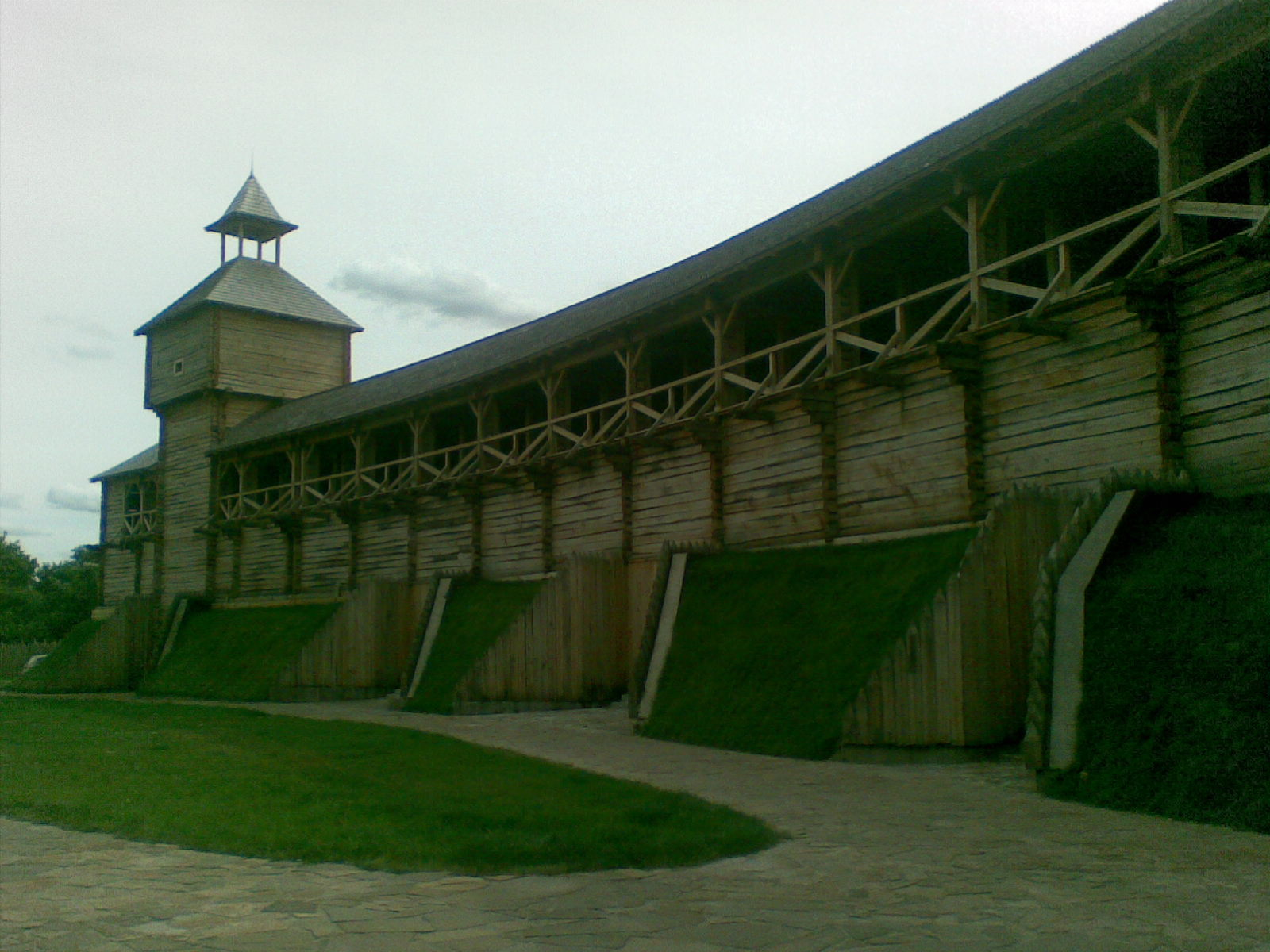
バトゥールィン要塞
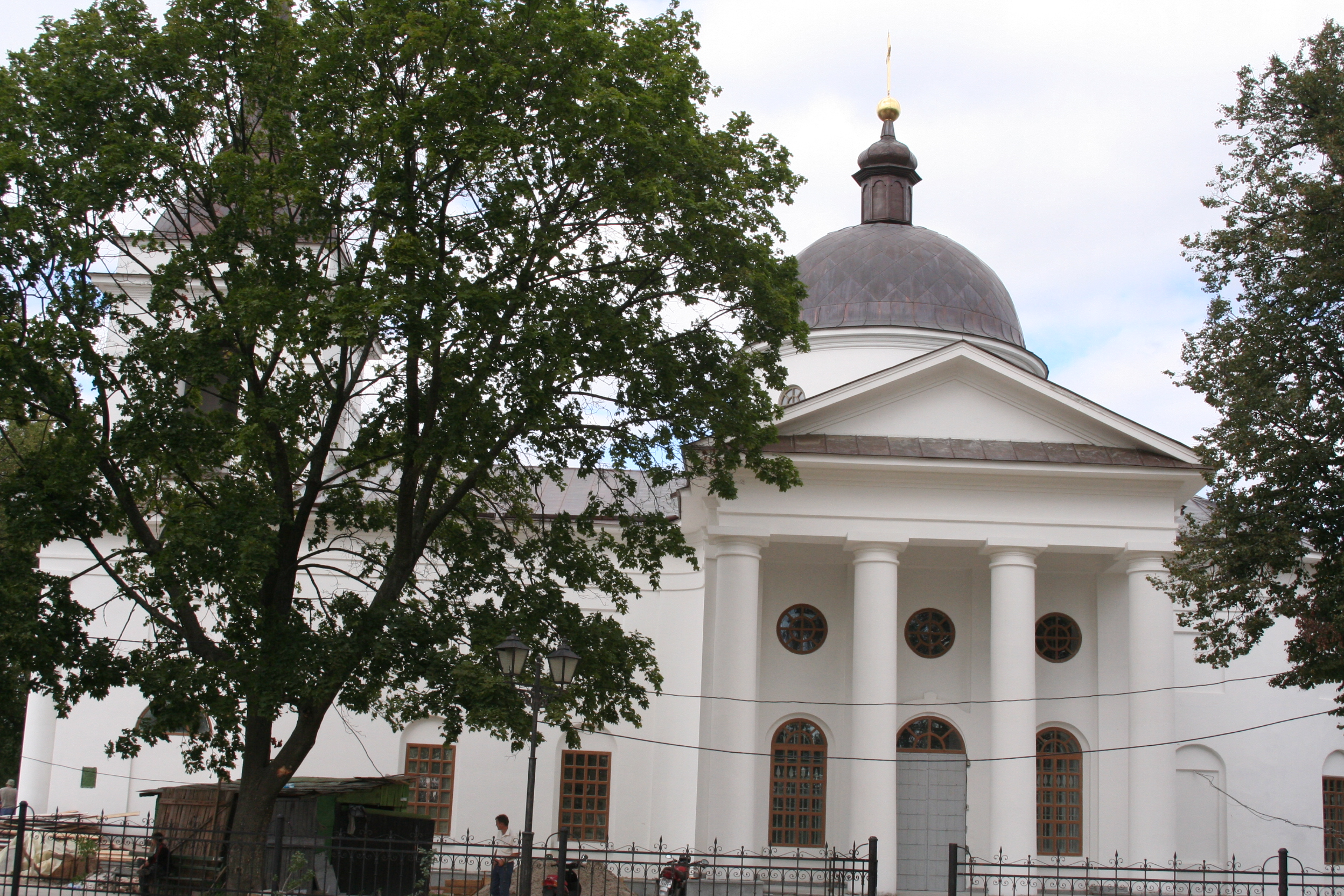
復活教会
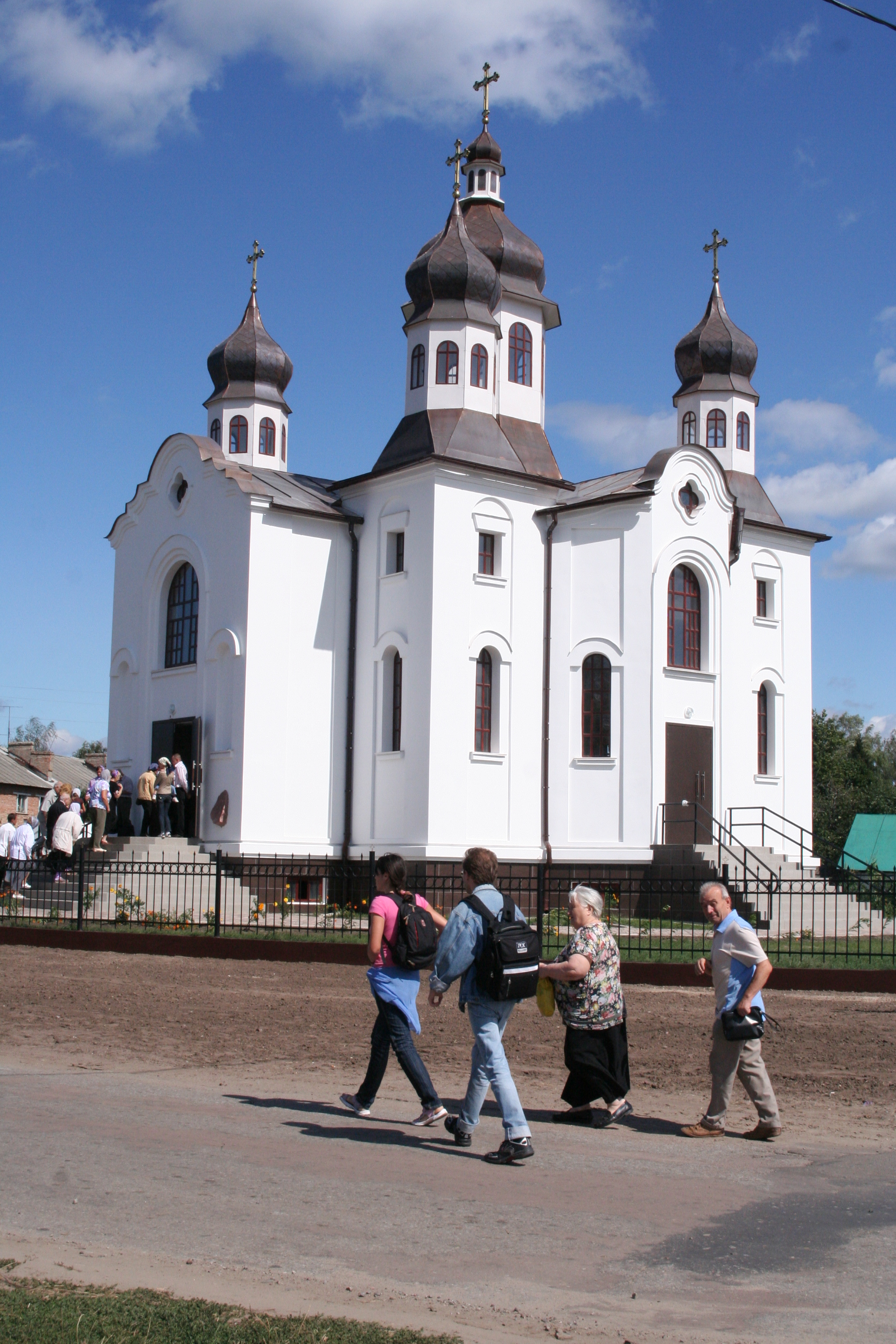
生神女庇護大聖堂